# The Ultimate Doom
The Ultimate Doom è la versione commerciale di Doom, uscita nel 1995.
Doom infatti non veniva venduto nei negozi, ma solo per posta; in seguito all'enorme successo riscosso con la vendita di Doom 2, id Software decise di pubblicarlo anche attraverso i canali tradizionali. Contemporaneamente realizzò una patch gratuita che permetteva, a chi già possedeva la versione registrata di Doom, di aggiornarla e convertirla in Ultimate Doom.

## Novità introdotte
L'elemento maggiormente degno di nota è l'aggiunta di un quarto capitolo, Thy Flesh Consumed; oltre a questo alcuni vecchi livelli sono stati leggermente modificati (come E1M1 e E1M8) per migliorare il gioco multiplayer, e sono stati importati un nuovo tipo di settore e alcuni nuovi effetti (come interruttori azionabili con determinate chiavi) da Doom 2.
La versione di gioco viene portata alla 1.9, l'ultima release ufficiale. Non sono invece presenti nuove armi o nemici.

### Thy Flesh Consumed
Quarto e ultimo capitolo di Doom, è composto da nove livelli; sia il nome dell'episodio stesso (traducibile con "La tua carne sarà consumata", da Proverbi 5:11) che quelli dei singoli livelli, ad eccezione del livello segreto, sono tratti da alcuni passi della Bibbia di re Giacomo. Tra parentesi il nome dell'autore della mappa:
- E4M1: Hell Beneath ("L'Inferno in basso", da Proverbi 15:24) (American McGee)
- E4M2: Perfect Hatred ("Odio implacabile", da Salmi 139:22) (John Romero)
- E4M3: Sever the Wicked ("Separare i malvagi", da Matteo 13:49) (Shawn Green)
- E4M4: Unruly Evil ("Il Male ribelle", da Giacomo 3:8) (American McGee)
- E4M5: They Will Repent ("Essi si ravvederanno", da Luca 16:30) (Tim Willits)
- E4M6: Against Thee Wickedly ("Contro di te malvagiamente", da Salmi 139:20) (John Romero)
- E4M7: And Hell Followed ("E seguì l'Inferno", da Rivelazioni 6:8) (John Anderson)
- E4M8: Unto the Cruel ("In balia di un uomo crudele", da Proverbi 5:9) (Shawn Green)
- E4M9: Fear ("Paura") (Tim Willits)